# Leptocyrtoma shirozui
Leptocyrtoma shirozui är en tvåvingeart som beskrevs av Saigusa 1986. Leptocyrtoma shirozui ingår i släktet Leptocyrtoma och familjen puckeldansflugor.
Artens utbredningsområde är Nepal. Inga underarter finns listade i Catalogue of Life.